# Craig Holden
Pour les articles homonymes, voir Holden.
Craig Holden, né en 1960 à Toledo, en Ohio, est un écrivain américain, auteur de roman policier.

## Biographie
Il fait des études universitaires à l'université de Toledo, les poursuit à l'université de Durham en Angleterre, puis à l'université du Montana où il obtient un diplôme de créativité littéraire.  Après plusieurs métiers, comme enseignant, ouvrier, laborantin dans un centre médical d'urgence, il travaille en 1989 dans une agence littéraire new-yorkaise. 
Il décide d'écrire un roman qu'il ne publie que cinq ans plus tard en 1994, La Rivière du chagrin (The River Sorrow).  En 1996, il fait paraître Route pour l'enfer (The Last Sanctuary), « un thriller passionnant qui se déroule principalement au Canada et en Alaska ». Pour Les Quatre Coins de la nuit (Four Corners of Night ), « son œuvre la plus achevée », il se documente longuement sur les méthodes des policiers en les suivant de jour comme de nuit dans leurs missions. 
Pour Claude Mesplède, « Craig Holden est assurément l'une des révélations du roman noir américain des années 1990 ».

## Œuvre

### Romans
- The River Sorrow (1994) Publié en français sous le titre La Rivière du chagrin, Paris, Plon, coll. « Frissons » (1996)  (ISBN 2-259-00225-0) ; réédition, Paris, Payot & Rivages, coll. « Rivages/Noir » no 685 (2008)  (ISBN 978-2-7436-1802-5)
- The Last Sanctuary (1996) Publié en français sous le titre Route pour l'enfer, Paris/Monaco, Éditions du Rocher, coll. « Grands Romans » (1998)  (ISBN 2-268-02914-X) ; réédition, Paris, Éditions Gallimard, coll. « Folio policier » no 174 (2000)  (ISBN 2-07-041076-5)
- Four Corners of Night (1998) Publié en français sous le titre Les Quatre Coins de la nuit, Paris, Payot & Rivages, coll. « Rivages/Thriller » (2000)  (ISBN 2-7436-0672-X) ; réédition, Paris, Payot & Rivages, coll. « Rivages/Noir » no 447 (2002)  (ISBN 2-7436-1013-1)
- The Jazz Bird (2001) Publié en français sous le titre Lady Jazz, Paris, Payot & Rivages, coll. « Rivages/Thriller » (2004)  (ISBN 2-7436-1205-3)
- The Narcissist's Daughter (2005) Publié en français sous le titre La Fille de Narcisse, Paris, Payot & Rivages, coll. « Rivages/Thriller » (2007)  (ISBN 978-2-7436-1658-8) ; réédition, Paris, Payot & Rivages, coll. « Rivages/Noir » no 893 (2012)  (ISBN 978-2-7436-2428-6)
- Matala (2007)

## Sources
: document utilisé comme source pour la rédaction de cet article.
- Claude Mesplède (dir.), Dictionnaire des littératures policières, vol. 1 : A - I, Nantes, Joseph K, coll. « Temps noir », 2007, 1054 p. (ISBN 978-2-910-68644-4, OCLC 315873251), p. 983-984